# Estanys de Baciver
Les Estanys de Baciver (en catalan), ou lacs de Bacivèr en aranais, sont des lacs des Pyrénées, sur la commune de Alt Àneu, comarque de Pallars Sobirà dans la province de Lérida en Catalogne (Espagne).

## Description
Les petits lacs des Estanys de Baciver sont des lacs naturels, ils sont situés dans le Circ de Baciver, et sont à une altitude de 2 307 à 2 325 m.
À droite se trouvent les grands lacs nommés Estanys de Dalt de Baciver
L'ascension du col de Collada dels Estanys dels Rosaris à 2 507 m permet de mieux voir ces lacs.

## Protection environnementale
Les Estanys de Baciver sont situés dans la zone Natura 2000 de Alt Pallars, sur une superficie de 77 183,20 hectares, elle comprend:
- La zone spéciale de conservation (en référence à la Directive habitats) depuis 2013.
- La zone de protection spéciale (en référence à la Directive oiseaux) depuis 2001.